# Gyula Bíró
Gyula Bíró (* 10. Mai 1890 in Budapest, Ungarn; † 23. Januar 1961 in Mexiko), in Deutschland auch bekannt als Julius Biro und in Mexiko als Julio Biro, war ein ungarischer Fußballspieler und späterer -trainer.

## Laufbahn
Bíró spielte während seiner gesamten aktiven Laufbahn beim in seiner Geburtsstadt Budapest beheimateten jüdischen Verein MTK Budapest und war einer von vielen Juden, die in den Jahren vor dem Ersten Weltkrieg zum Kreis der ungarischen Fußballnationalmannschaft gehörten. Mit der ungarischen Nationalmannschaft nahm Bíró, der als einer der talentiertesten Spieler in der Geschichte des ungarischen Fußballs angesehen wird, am olympischen Fußballturnier 1912 teil, wo er alle drei Spiele Ungarns bestritt und durch einen 3:0-Sieg gegen Österreich die Trostrunde gewann.
Nach dem Ende seiner aktiven Laufbahn arbeitete Bíró über mindestens zwei Jahrzehnte hinweg als Fußballtrainer. So war er der erste Trainer des 1. Hanauer Fußball-Club 1893. Zwischen 1920 und 1923 trainierte er in zwei Etappen den 1. FC Nürnberg; doch ausgerechnet beim Meisterschaftsgewinn der Saison 1920/21 war sein Landsmann und ehemaliger Mannschaftskamerad bei MTK, Izidor Kürschner, für den „Glubb“ verantwortlich. Später trainierte er unter anderem auch den 1. FC Saarbrücken, bevor er 1937 seinen Lebensmittelpunkt nach Mexiko verlegte, wo er als Trainer für den Club Deportivo Marte, den Real Club España, die Asociación Deportiva Orizabeña und den Atlante Fútbol Club arbeitete.

## Erfolge
- Ungarischer Meister: 1907/08, 1913/14, 1916/17
- Ungarischer Pokalsieger: 1909/10, 1910/11, 1911/12, 1913/14